# Aerobravo Indústria Aeronáutica Ltda
Aerobravo Indústria Aeronáutica Limitada, kurz Aero Bravo, war ein brasilianischer Hersteller von Ultraleichtflugzeugen.

## Geschichte

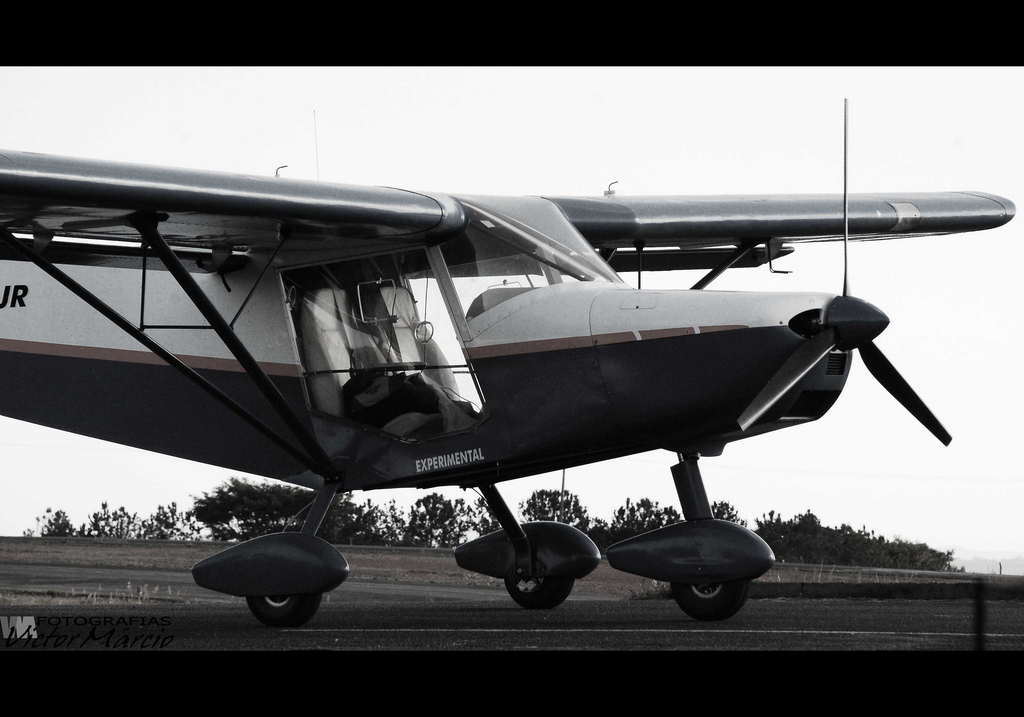
Die Aerobravo Bravo 700

Das Unternehmen wurde 1993 in Belo Horizonte gegründet, wo es sich noch immer befindet und in einem 1000 m² Hangar am Flughafen Belo Horizonte-Carlos Prates produziert. Die meisten vom Unternehmen gefertigten Ultraleichtflugzeuge können fertig montiert oder als Bausatz erworben werden und erfreuen sich in Brasilien großer Beliebtheit. Das erste produzierte Flugzeug war die Bravo 700, ein zweisitziger Schulterdecker. Derzeit werden außer den eigenen Maschinen auch die Best Off Skyranger und die Best Off Nynjah in Lizenz gefertigt. Zudem bietet das Unternehmen Instandhaltungsdienstleistungen an.
Das Unternehmen stellte die Produktion irgendwann zwischen 2015 und 2020 ein.

## Produkte
- Aerobravo Bravo 700 – auch als Bausatz
- Aerobravo Patriot
- Aerobravo Amazon
- ICP Savannah S – Lizenzfertigung – auch als Bausatz
- Best Off Nynjah – Lizenzfertigung – auch als Bausatz
- Best Off Skyranger – Lizenzfertigung – auch als Bausatz

## Weiterführende Informationen
- Marc Volland: Die Flugzeuge von Embraer: und anderer lateinamerikanischer Flugzeugbauer ab 1945, S. 52 ff, ISBN 978-3-8423-0004-0